# Nihonogomphus bequaerti
Nihonogomphus bequaerti är en trollsländeart som beskrevs av Chao 1954. Nihonogomphus bequaerti ingår i släktet Nihonogomphus och familjen flodtrollsländor. Inga underarter finns listade i Catalogue of Life.